# System A/B – Ваад-ал-Шамаль
System A/B — Ваад-ал-Шамаль — газопровідна система, споруджена задля розробки першого саудійського проекту з видобутку сланцевого газу.
У 2010-х роках в пустельному регіоні на півночі Саудівської Аравії почався розвиток індустріальної зони Ваад-ал-Шамаль. Для забезпечення її електроенергією та блакитним паливом ввели в розробку перший в історії країни проект з видобутку сланцевого газу, який націлений на розробку полів Умм-Вуаль, Джаламід, Північний Джаламід та Південний Джаламід.
У 2017-му стала до ладу перша черга (System A) продуктивністю 1,86 млн м3 на добу, від установки  збору та підготовки якої проклали газопровід довжиною 78 км та діаметром 400 мм.
У 2018-му ввели в дію більш потужну другу чергу (System В) добовою продуктивністю 264 млн м3, продукцію якої транспортують від маніфольду В по трубопроводу довжиною 72 км та діаметром 750 мм. До зазначеного маніфольду підключені центри збору та підготовки сланцевого газу В1, В2 та В3, від яких прокладені перемички діаметром по 400 мм та 11 км, 5 км та 20 км відповідно. Ще один центр В4 підключений до 35-го км траси головного газопроводу перемичкою довжиною 33 км з таким саме діаметром 400 мм. Робочий тиск цієї системи визначено на рівні 4,1 МПа.
Головним споживачем протранспортованого ресурсу виступає ТЕС Ваад-ал-Шамаль, крім того, значні обсяги потребує гірничохімічний комбінат Умм-Вуаль.